# 西雪梨體育場
西雪梨體育場，商業名稱為聯邦銀行體育場是一座位於新南威爾斯州帕拉馬塔的綜合性矩形體育場。它取代了已拆除的帕拉馬塔體育場。

## 外部連結
- Bankwest Stadium Website （页面存档备份，存于）
- Infrastructure NSW Stadium Website （页面存档备份，存于）
- Venues NSW Stadium Website （页面存档备份，存于）